# Sony Ericsson Open 2009
Sony Ericsson Open 2009 — профессиональный теннисный турнир, в 25-й раз проводившийся в Ки-Бискейне, Майами на открытых хардовых кортах в Крэндон Парке. Мужской турнир имеет категорию ATP Masters 1000, а женский — WTA Premier Mandatory.
Майамский турнир закрывает сезон турниров на харде.
Соревнования были проведены на кортах Tennis Center at Crandon Park, с 25 марта по 5 апреля 2009 года.
Прошлогодними чемпионами являются:
- мужчины одиночки —  Николай Давыденко
- женщины одиночки —  Серена Уильямс
- мужчины пары —  Боб Брайан /  Майк Брайан
- женщины пары —  Катарина Среботник /  Ай Сугияма

## Соревнования

### Мужчины. Одиночный турнир
Энди Маррей обыграл  Новака Джоковича со счётом 6-2, 7-5.

### Женщины. Одиночный турнир
Виктория Азаренко обыграла  Серену Уильямс со счётом 6-3, 6-1.

### Мужчины. Парный турнир
Максим Мирный /  Энди Рам обыграли  Эшли Фишера /  Стивена Хасса со счётом 6-7(4), 6-2, [10-7].

### Женщины. Парный турнир
Светлана Кузнецова /  Амели Моресмо обыграли  Квету Пешке /  Лизу Реймонд со счётом 4-6, 6-3, [10-3].